# Rachny (stacja kolejowa)
Rachny (ukr. Рахни) – stacja kolejowa w miejscowości Rachny Lasowe, w rejonie tulczyńskim, w obwodzie winnickim, na Ukrainie. Położona jest na linii Żmerynka – Odessa.

## Historia
Stacja powstała w XIX w. na kolei odesko-kijowskiej, pomiędzy stacjami Jurkówka i Jaroszynka.